# 마그네시아현
마그네시아(그리스어: Μαγνησία)는 그리스 테살리아의 남동부 지역에 있는 현으로, 지명은 마케도니아 지방의 부족 이름인 '마그네테스'에서 유래하였다. 현재의 행정 구역은 1947년에 생성되었는데, 이것은 라리사에서 떨어져 나왔다. 인구의 약 70%는 볼로스 영역에서 거주하는데, 볼로스는 테살리아의 두 번째 도시이며, 그리스의 세 번째 상업용 항구 도시이다. 인구의 대부분은 파가세틱 만과 동부에 거주한다. 마그네시아의 현 소재지는 볼로스이다.